# Shahapur, Maharashtra
Shahapur là một thị trấn thống kê (census town) của quận Thane thuộc bang Maharashtra, Ấn Độ.

## Địa lý
Shahapur có vị trí 19°27′B 73°20′Đ / 19,45°B 73,33°Đ Nó có độ cao trung bình là 46 mét (150 feet).

## Nhân khẩu
Theo điều tra dân số năm 2001 của Ấn Độ, Shahapur có dân số 10.489 người. Phái nam chiếm 51% tổng số dân và phái nữ chiếm 49%. Shahapur có tỷ lệ 78% biết đọc biết viết, cao hơn tỷ lệ trung bình toàn quốc là 59,5%: tỷ lệ cho phái nam là 82%, và tỷ lệ cho phái nữ là 74%. Tại Shahapur, 12% dân số nhỏ hơn 6 tuổi.